# Ma'ya
Het Ma'ya is een taal die wordt gesproken door ongeveer 4000 sprekers op de Raja Ampat Eilanden Waigeo en Salawati in West-Papoea, Indonesië.

## Classificatie
- Austronesische talen
  - Malayo-Polynesische talen
    - Oost-Malayo-Polynesische talen
      - Zuid-Halmahera-West-Nieuw-Guinese talen
        - West-Nieuw-Guinese talen
          - Cenderawasih baai talen

## Dialecten
In Ethnologue worden de dialecten Ma'ya, Banlol en Batanta genoemd, maar Van der Leeden suggereert een veel complexere situatie.

## Typologie
Het Ma'ya kent in het lexicon een aanzienlijk beleefheidsvocabulair, gebruikt ter adressering van koningen en verwantschapsrelaties.
Bezit wordt in Ma'ya uitgedrukt als vervreemdbaar of onvervreemdbaar en langs dit onderscheid zijn twee zelfstandig naamwoordklassen te definiëren.
Het Ma'ya is een toontaal.

## Fonologie
In Ma'ya onderscheiden we de volgende fonemen:
Vocalen:
| Voor | Centraal | Achter |
| [i]  |          | [u]    |
| [e]  |          | [o]    |
|      | [a]      |        |

Consonanten:
|                               | Labiaal | Dentaal | Alveolair | Palataal | Velair  | Faryngaal |
| Plofklank                     | [p] [b] | [t] [d] |           |          | [k] [g] | [ʔ]       |
| Wrijfklank                    | [f]     |         | [s]       |          |         |           |
| Semi-vocaal, trill en labiaal | [w]     |         | [r] [l]   | [y]      |         |           |
| Neusklank                     | [m]     | [n]     |           |          |         |           |

Het Ma'ya is zoals gezegd een toontaal en onderscheidt 3 toonhoogteniveaus (hoog, mid en laag) en 4 tonemen, namelijk laag (L), laag-mid (LM), hoog (H) en mid-laag (ML).
- sa (L) = één
- sa (LM) = vegen
- sa (H) = omhoog gaan
- sa (ML) = beklimmen met behulp van

In meerlettergrepige woorden zijn de beaccentueerde lettergrepen altijd de eennalaatste of de laatste lettergreep welke een toneem krijgen dat hoger is dan laag (L), namelijk H, ML of LM en alle lettergrepen voorafgaand aan de eennalaatste ontvangen de toneem laag (L).